# Ala Gou Xiang
Ala Gou Xiang (kinesiska: 阿拉沟乡, 阿拉沟) är en socken i Kina. Den ligger i den autonoma regionen Xinjiang, i den nordvästra delen av landet, omkring 110 kilometer söder om regionhuvudstaden Ürümqi. Antalet invånare är 1 099. Befolkningen består av 516 kvinnor och 583 män. Barn under 15 år utgör 18,0 %, vuxna 15-64 år 77 %, och äldre över 65 år 3,0 %.
Genomsnittlig årsnederbörd är 250 millimeter. Den regnigaste månaden är juli, med i genomsnitt 63 mm nederbörd, och den torraste är januari, med 2 mm nederbörd.